# يتغران بارسيغيان
يتغران بارسيغيان (22 سبتمبر 1993 بيريفان في أرمينيا - ) هو لاعب كرة قدم أرمني في مركز الوسط. شارك مع منتخب أرمينيا لكرة القدم.

## وصلات خارجية
- يتغران بارسيغيان على موقع الاتحاد الدولي (مؤرشف)  (الإنجليزية)
- يتغران بارسيغيان على موقع الاتحاد الأوربي (الإنجليزية)
- يتغران بارسيغيان على موقع قاعدة بيانات كرة القدم.إي يو (الإنجليزية)
- يتغران بارسيغيان على موقع ناشيونال فوتبول تيمز (الإنجليزية)
- يتغران بارسيغيان على موقع Soccerway.com (الإنجليزية)
- يتغران بارسيغيان على موقع عالم كرة القدم.نت (الإنجليزية)